# Artritis sèptica
L'artritis sèptica, també coneguda com a infecció articular o artritis infecciosa, és la invasió d'una articulació per part d'un agent infecciós que provoca una inflamació articular. Els símptomes solen incloure enrogiment, calor i dolor en una sola articulació associada a una disminució de la capacitat de moure l'articulació. L'aparició sol ser ràpida. Altres símptomes poden incloure febre, debilitat i mal de cap. Ocasionalment, hi pot haver més d'una articulació.
Les causes són bacteris, virus, fongs i paràsits. Els factors de risc inclouen una articulació artificial, artritis prèvia, diabetis i una deficient funció immunitària. El més freqüent és que les articulacions s'infectin a través de la sang, però també es poden infectar per traumatismes o infeccions al voltant de l'articulació. El diagnòstic es basa generalment en aspirar líquid articular i cultivar-lo.] Els leucòcits de més de 50.000/mm3 o lactat de més de 10 mmol/l al fluid articular també fan probable el diagnòstic.
El tractament inicial normalment inclou antibiòtics com la vancomicina, la ceftriaxona o la ceftazidima. També es pot fer una cirurgia per netejar l'articulació. Sense tractament precoç, es poden produir problemes articulars a llarg termini. L'artritis sèptica es produeix en aproximadament 5 persones per cada 100.000 cada any. Es produeix amb més freqüència en persones grans. Amb el tractament, al voltant del 15% de les persones moren, mentre que sense tractament el 66% mor.